# Moniliformis gracilis
Espèce
Moniliformis gracilis est une espèce d'acanthocéphales de la famille des Moniliformidae. 

## Description
Moniliformis gracilis est un parasite digestif du Geai des chênes.

## Systématique
Le nom valide complet (avec auteur) de ce taxon est Moniliformis gracilis (Rudophi, 1819).
L'espèce a été initialement classée dans le genre Echinorhynchus sous le protonyme Echinorhynchus gracilis Rudolphi, 1819.
Moniliformis gracilis a pour synonyme :
- Echinorhynchus gracilis Rudolphi, 1819